# نورمان وود (لاعب كرة قدم بريطاني)
نورمان وود (بالإنجليزية: Norman Wood)‏ هو لاعب كرة قدم بريطاني في مركز نصف الجناح، ولد في 10 أغسطس 1932 في سندرلاند في المملكة المتحدة. لعب مع نادي سندرلاند.